# Wereldkampioenschappen indooratletiek 2018
De wereldkampioenschappen indooratletiek 2018 werden gehouden van donderdag 1 maart 2018 tot en met zondag 4 maart 2018 in het Britse Birmingham. De wedstrijden vonden plaats in de Barclaycard Arena.

## Programma
| S                                  | Series | ½ | Halve finales | F | Finale |
| O = Ochtendsessie, A = Avondsessie |        |   |               |   |        |

| Datum →              | 1 maart | 2 maart | 2 maart | 3 maart | 3 maart | 3 maart | 4 maart | 4 maart |
| Onderdeel ↓          | A       | O       | A       | O       | A       | A       | A       | A       |
| -------------------- | ------- | ------- | ------- | ------- | ------- | ------- | ------- | ------- |
| 60 m                 |         |         |         | S       | ½       | F       |         |         |
| 400 m                |         | S       | ½       |         | F       | F       |         |         |
| 800 m                |         |         | S       |         | F       | F       |         |         |
| 1500 m               |         |         |         | S       |         |         | F       | F       |
| 3000 m               |         | S       |         |         |         |         | F       | F       |
| 60 m horden          |         |         |         |         | S       | S       | ½       | F       |
| 4 × 400 m            |         |         |         | S       |         |         | F       | F       |
| Hoogspringen         | F       |         |         |         |         |         |         |         |
| Polsstokhoogspringen |         |         |         |         |         |         | F       | F       |
| Verspringen          |         |         | F       |         |         |         |         |         |
| Hink-stap-springen   |         |         |         |         | F       | F       |         |         |
| Kogelstoten          |         |         |         | F       |         |         |         |         |
| Zevenkamp            |         | F       | F       | F       | F       | F       |         |         |

| Datum →              | 1 maart | 2 maart | 2 maart | 2 maart | 3 maart | 3 maart | 3 maart | 4 maart |   |
| Onderdeel ↓          | A       | O       | A       | A       | O       | A       | A       | A       |   |
| -------------------- | ------- | ------- | ------- | ------- | ------- | ------- | ------- | ------- | - |
| 60 m                 |         | S       | ½       | F       |         |         |         |         |   |
| 400 m                |         | S       | ½       | ½       |         | F       | F       |         |   |
| 800 m                |         |         |         |         | S       |         |         | F       |   |
| 1500 m               |         |         | S       | S       |         | F       | F       |         |   |
| 3000 m               | F       |         |         |         |         |         |         |         |   |
| 60 m horden          |         |         | S       | S       |         | ½       | F       |         |   |
| 4 × 400 m            |         |         |         |         | S       |         |         | F       |   |
| Hoogspringen         | F       |         |         |         |         |         |         |         |   |
| Polsstokhoogspringen |         |         |         |         |         | F       | F       |         |   |
| Verspringen          |         |         |         |         |         |         |         | F       | F |
| Hink-stap-springen   |         |         |         |         | F       |         |         |         |   |
| Kogelstoten          |         |         | F       | F       |         |         |         |         |   |
| Vijfkamp             |         | F       | F       | F       |         |         |         |         |   |

## Medailles

### Mannen
| Onderdeel            | Goud                                                             | Goud         | Zilver                                                                    | Zilver  | Brons                                                            | Brons      |
| -------------------- | ---------------------------------------------------------------- | ------------ | ------------------------------------------------------------------------- | ------- | ---------------------------------------------------------------- | ---------- |
| 60 m                 | Christian Coleman Verenigde Staten                               | 6,37 CR      | Su Bingtian China                                                         | 6,42 AR | Ronnie Baker Verenigde Staten                                    | 6,44       |
| 400 m                | Pavel Maslák Tsjechië                                            | 45,47        | Michael Cherry Verenigde Staten                                           | 45,84   | Deon Lendore Trinidad en Tobago                                  | 46,37      |
| 800 m                | Adam Kszczot Polen                                               | 1.47,47      | Drew Windle Verenigde Staten                                              | 1.47,99 | Saúl Ordóñez Spanje                                              | 1.48,01    |
| 1500 m               | Samuel Tefera Ethiopië                                           | 3.58,19      | Marcin Lewandowski Polen                                                  | 3.58,39 | Abdalaati Iguider Marokko                                        | 3.58,43    |
| 3000 m               | Yomif Kejelcha Ethiopië                                          | 8.14,41      | Selemon Barega Ethiopië                                                   | 8.15,59 | Bethwell Birgen Kenia                                            | 8.15,70    |
| 4x400 m              | Polen Karol Zalewski Rafał Omelko Łukasz Krawczuk Jakub Krzewina | 3.01,77 WR   | Verenigde Staten Fred Kerley Michael Cherry Aldrich Bailey Vernon Norwood | 3.01,97 | België Dylan Borlée Jonathan Borlée Jonathan Sacoor Kevin Borlée | 3.02,51 NR |
| 60 m horden          | Andrew Pozzi Verenigd Koninkrijk                                 | 7,46         | Jarret Eaton Verenigde Staten                                             | 7,47    | Aurel Manga Frankrijk                                            | 7,54       |
| Verspringen          | Juan Miguel Echevarría Cuba                                      | 8,46         | Luvo Manyonga Zuid-Afrika                                                 | 8,44 AR | Marquis Dendy Verenigde Staten                                   | 8,42       |
| Hink-stap-springen   | Will Claye Verenigde Staten                                      | 17,43        | Almir dos Santos Brazilië                                                 | 17,41   | Nelson Évora Portugal                                            | 17,40 NR   |
| Hoogspringen         | Danil Lysenko ANA                                                | 2,36         | Mutaz Essa Barshim Qatar                                                  | 2,33    | Mateusz Przybylko Duitsland                                      | 2,29       |
| Polsstokhoogspringen | Renaud Lavillenie Frankrijk                                      | 5,90         | Sam Kendricks Verenigde Staten                                            | 5,85    | Piotr Lisek Polen                                                | 5,85       |
| Kogelstoten          | Tomas Walsh Nieuw-Zeeland                                        | 22,31 CR, AR | David Storl Duitsland                                                     | 21,44   | Tomáš Staněk Tsjechië                                            | 21,44      |
| Zevenkamp            | Kévin Mayer Frankrijk                                            | 6348         | Damian Warner Canada                                                      | 6343 NR | Maicel Uibo Estland                                              | 6265       |

### Vrouwen
| Onderdeel            | Goud                                                                           | Goud        | Zilver                                                                                           | Zilver     | Brons                                                                        | Brons   |
| -------------------- | ------------------------------------------------------------------------------ | ----------- | ------------------------------------------------------------------------------------------------ | ---------- | ---------------------------------------------------------------------------- | ------- |
| 60 m                 | Murielle Ahouré Ivoorkust                                                      | 6,97 NR     | Marie-Josée Ta Lou Ivoorkust                                                                     | 7,05       | Mujinga Kambundji Zwitserland                                                | 7,05    |
| 400 m                | Courtney Okolo Verenigde Staten                                                | 50,55       | Shakima Wimbley Verenigde Staten                                                                 | 51,47      | Eilidh Doyle Verenigd Koninkrijk                                             | 51,60   |
| 800 m                | Francine Niyonsaba Burundi                                                     | 1.58,31 NR  | Ajeé Wilson Verenigde Staten                                                                     | 1.58,99    | Shelayna Oskan-Clarke Verenigd Koninkrijk                                    | 1.59,81 |
| 1500 m               | Genzebe Dibaba Ethiopië                                                        | 4.05,27     | Laura Muir Verenigd Koninkrijk                                                                   | 4.06,23    | Sifan Hassan Nederland                                                       | 4.07,26 |
| 3000 m               | Genzebe Dibaba Ethiopië                                                        | 8.45,05     | Sifan Hassan Nederland                                                                           | 8.45,68    | Laura Muir Verenigd Koninkrijk                                               | 8.45,78 |
| 4x400 m              | Verenigde Staten Quanera Hayes Georganne Moline Shakima Wimbley Courtney Okolo | 3.23,85     | Polen Justyna Święty-Ersetic Patrycja Wyciszkiewicz Aleksandra Gaworska Małgorzata Hołub-Kowalik | 3.26,09 NR | Oekraïne Tetjana Melnyk Kateryna Klymjuk Hanna Ryzjykova Anastasija Bryzhina | 3.31,32 |
| 60 m horden          | Kendra Harrison Verenigde Staten                                               | 7,70 CR,=AR | Christina Manning Verenigde Staten                                                               | 7,79       | Nadine Visser Nederland                                                      | 7,84    |
| Verspringen          | Ivana Španović Servië                                                          | 6,96        | Brittney Reese Verenigde Staten                                                                  | 6,89       | Sosthene Moguenara-Taroum Duitsland                                          | 6,85    |
| Hink-stap-springen   | Yulimar Rojas Venezuela                                                        | 14,63       | Kimberley Williams Jamaica                                                                       | 14,48      | Ana Peleteiro Spanje                                                         | 14,40   |
| Hoogspringen         | Maria Lasitskene ANA                                                           | 2,01        | Vashti Cunningham Verenigde Staten                                                               | 1,93       | Alessia Trost Italië                                                         | 1,93    |
| Polsstokhoogspringen | Sandi Morris Verenigde Staten                                                  | 4,95 CR     | Anzjelika Sidorova ANA                                                                           | 4,90       | Ekaterini Stefanidi Griekenland                                              | 4,80    |
| Kogelstoten          | Anita Márton Hongarije                                                         | 19,62 NR    | Danniel Thomas-Dodd Jamaica                                                                      | 19,22 NR   | Gong Lijiao China                                                            | 19,08   |
| Vijfkamp             | Katarina Johnson-Thompson Verenigd Koninkrijk                                  | 4750        | Ivona Dadic Oostenrijk                                                                           | 4700       | Yorgelis Rodríguez Cuba                                                      | 4637 NR |

### Medailleklassement
| Plaats | Land                | Goud | Zilver | Brons | Totaal |
| 1      | Verenigde Staten    | 6    | 10     | 2     | 18     |
| 2      | Ethiopië            | 4    | 1      | 0     | 5      |
| 3      | Polen               | 2    | 2      | 1     | 5      |
| 4      | Verenigd Koninkrijk | 2    | 1      | 3     | 6      |
| 5      | Frankrijk           | 2    | 0      | 1     | 3      |
| 6      | Ivoorkust           | 1    | 1      | 0     | 2      |
| 7      | Cuba                | 1    | 0      | 1     | 2      |
| 7      | Tsjechië            | 1    | 0      | 1     | 2      |
| 9      | Burundi             | 1    | 0      | 0     | 1      |
| 9      | Hongarije           | 1    | 0      | 0     | 1      |
| 9      | Nieuw-Zeeland       | 1    | 0      | 0     | 1      |
| 9      | Servië              | 1    | 0      | 0     | 1      |
| 9      | Venezuela           | 1    | 0      | 0     | 1      |
| 14     | Jamaica             | 0    | 2      | 0     | 2      |
| 15     | Duitsland           | 0    | 1      | 2     | 3      |
| 15     | Nederland           | 0    | 1      | 2     | 3      |
| 17     | China               | 0    | 1      | 1     | 2      |
| 18     | Brazilië            | 0    | 1      | 0     | 1      |
| 18     | Canada              | 0    | 1      | 0     | 1      |
| 18     | Oostenrijk          | 0    | 1      | 0     | 1      |
| 18     | Qatar               | 0    | 1      | 0     | 1      |
| 18     | Zuid-Afrika         | 0    | 1      | 0     | 1      |
| 23     | Spanje              | 0    | 0      | 2     | 2      |
| 24     | België              | 0    | 0      | 1     | 1      |
| 24     | Estland             | 0    | 0      | 1     | 1      |
| 24     | Griekenland         | 0    | 0      | 1     | 1      |
| 24     | Italië              | 0    | 0      | 1     | 1      |
| 24     | Kenia               | 0    | 0      | 1     | 1      |
| 24     | Marokko             | 0    | 0      | 1     | 1      |
| 24     | Portugal            | 0    | 0      | 1     | 1      |
| 24     | Trinidad en Tobago  | 0    | 0      | 1     | 1      |
| 24     | Oekraïne            | 0    | 0      | 1     | 1      |
| 24     | Zwitserland         | 0    | 0      | 1     | 1      |
| Totaal | Totaal              | 24   | 25     | 26    | 75     |

De IAAF heeft de drie medailles (twee keer goud en een maal zilver) behaald door de Authorised Neutral Athletes niet meegenomen in het medailleklassement.